# S60 (nền tảng phần mềm)

Menu Symbian S60v3 (3rd Edition - Phiên bản thứ 3) trên Nokia N73.

S60 (hay còn gọi là nền tảng S60 - trước đây là Giao diện người dùng Series 60) là một nền tảng phần mềm dành cho điện thoại thông minh chạy hệ điều hành Symbian. Nó được Nokia tạo ra dựa trên giao diện người dùng 'Pearl' của Symbian Ltd. S60 được giới thiệu tại COMDEX vào tháng 11 năm 2001 lần đầu tiên và được bán kèm với điện thoại thông minh Nokia 7650. Nền tảng này đã từng có 5 phiên bản cập nhật khác nhau. Tháng 11 năm 2005, Series 60 đã được đổi tên thành S60.
Năm 2008, Quỹ Symbian được thành lập để hợp nhất tất cả tài sản của các nền tảng Symbian khác nhau (S60, UIQ, MOAP), và biến nó thành nguồn mở. Năm 2009, dựa trên cơ sở mã của S60, Symbian Foundation đã giới thiệu một nền tảng thuộc dòng S60 dưới tên S60 5th Edition, hay Symbian^1, trên nền tảng của hệ điều hành Symbian 9.4. Sau này họ giới thiệu thêm Symbian^2 (dành cho thị trường Nhật Bản) và Symbian^3.
Nền tảng S60 là một tiêu chuẩn đa cấp cho điện thoại thông minh, nó hỗ trợ phát triển ứng dụng trong môi trường Java MIDP, C++, Python  và Adobe Flash. API của nó được gọi là Avkon UI. S60 bao gồm một bộ thư viện và các ứng dụng tiêu chuẩn, chẳng hạn như điện thoại, công cụ quản lý thông tin cá nhân (PIM - Personal Information Manager) và trình phát đa phương tiện dựa trên Helix. Nó được dự định cung cấp cho các điện thoại có đầy đủ các tính năng như màn hình màu lớn, thường được gọi là điện thoại thông minh.
Ban đầu, tính năng nổi bật nhất của điện thoại S60 là chúng cho phép người dùng cài đặt các ứng dụng mới sau khi mua. Tuy nhiên, không giống như một nền tảng máy tính để bàn tiêu chuẩn, các ứng dụng tích hợp hiếm khi được nhà phân phối nâng cấp ngoài các bản sửa lỗi. Các tính năng mới chỉ được thêm vào điện thoại trong khi chúng đang được phát triển chứ không phải sau khi phát hành công khai. Một số nút được tiêu chuẩn hóa, chẳng hạn như phím menu, phím điều khiển bốn chiều hay phím d-pad, phím mềm trái và phím mềm phải,...
S60 chủ yếu được Nokia sử dụng nhưng họ cũng đã cấp phép cho một số nhà sản xuất khác, bao gồm Lenovo, LG Electronics, Panasonic, Samsung,  Sendo, Siemens Mobile, Sony Ericsson, Solstice và Vertu. Sony Ericsson là nhà sản xuất đáng chú ý khi sử dụng giao diện UIQ Symbian để cạnh tranh.
Ngoài các nhà sản xuất, còn có các cộng đồng khác bao gồm:
- Các công ty phần mềm như Sasken, Elektrobit, Teleca, Digia, Mobica, Atelier.tm
- Các công ty bán dẫn như Texas Instruments, STMicroelectronics, Broadcom, Sony, Freescale Semiconductor, Samsung Electronics
- Các nhà mạng như Vodafone và Orange, đã phát triển và cung cấp các ứng dụng và dịch vụ di động dựa trên S60
- Các nhà phát triển phần mềm và nhà cung cấp phần mềm độc lập (ISV -Independent Software Vendors).

## Các phiên bản

Màn hình chờ của S60 5th edition. "Nút" phía dưới bên trái là bàn phím số ảo, để bù cho việc loại bỏ các phím số thực tế.

S60 đã có bốn phiên bản chính được ra mắt: "Series 60" (2001), "Series 60 Second Edition" (2002), "S60 3rd Edition" (2005) và "S60 5 Edition" (2008). Mỗi bản khi phát hành đều có một phiên bản cập nhật được gọi là Feature Pack (Gói tính năng), đôi khi được hiểu là relay (chuyển tiếp).Tùy cái mà được chạy trên một phiên bản Symbian khác nhau.
Series 60 1st Edition
Độ phân giải màn hình của thiết bị được định là 176 × 208. Trong khi đó, Siemens SX1 có 176 × 220.
- Phiên bản 0.9 là bản gốc và lần đầu tiên được bán kèm với Nokia 7650.
- Phiên bản 1.2 (được ra mắt trên thị trường dưới dạng Feature Pack 1 - Gói tính năng 1) được tung ra lần đầu tiên với Nokia 3600/3650 vào năm 2003.

Series 60 2nd Edition
Còn được gọi là S60v2.
- Phiên bản 2 là bản gốc và được xuất xưởng đầu tiên với Nokia 6600.
- Phiên bản 2.1 (Feature Pack 1) lần đầu tiên đi kèm với Nokia 6620.
- Phiên bản 2.6 (Feature Pack 2) đi kèm với Nokia 6630.
- Phiên bản 2.8 (Feature Pack 3) lần đầu tiên ra mắt với Nokia N70 vào tháng 9 năm 2005. FP3 hiện hỗ trợ nhiều độ phân giải, như Cơ bản - Basic (176 × 208) và Đôi - Double (352 × 416). N90 là thiết bị Series 60 đầu tiên hỗ trợ độ phân giải cao hơn (352 × 416).

S60 3rd Edition
S60v3 sử dụng phiên bản Symbian OS (v9.1), có ký mã bắt buộc - mandatory code signing. Trong S60v3, người dùng chỉ có thể cài đặt các chương trình có chứng chỉ từ nhà phát triển đã đăng ký, trừ khi người dùng vô hiệu hóa tính năng đó hoặc sửa đổi Firmware của điện thoại đó thông qua các bản hack của bên thứ ba phá vỡ các hạn chế ký bắt buộc. Điều này làm cho phần mềm được viết cho S60 1st Edition hoặc 2nd Edition không tương thích nhị phân với S60v3.
- Phiên bản 3 được giới thiệu lần đầu tiên với Nokia N91 vào năm 2005.
- Phiên bản 3.1 (Feature Pack 1) lần đầu tiên được bán kèm với Nokia N95.
- Phiên bản 3.2 (Feature Pack 2) được bán kèm với Nokia N78.

Năm 2006, một chương trình thiết kế logo "Designed for S60 Devices (Được thiết kế cho các thiết bị S60)" dành cho các nhà phát triển đã được đưa ra. Logo có thể được sử dụng với các chương trình phù hợp bất kể chúng là Symbian hay Java nguyên gốc.
S60 5th Edition
Vào tháng 10 năm 2008, Symbian^1 đã được ra mắt như là hệ điều hành đầu tiên thuộc Tổ chức Symbian, dựa trên mã S60, do đó còn được gọi là Phiên bản thứ năm của S60. Nokia đã bỏ qua vị trí thứ 4 như truyền thống họ vẫn thường làm (do bệnh tứ giác Đông Á). S60 5th Edition chạy trên hệ điều hành Symbian phiên bản 9.4. Tính năng chính của Phiên bản thứ 5 là hỗ trợ màn hình cảm ứng 640 × 360 độ phân giải cao; trước Phiên bản thứ 5, tất cả các thiết bị S60 đều có giao diện người dùng dựa trên các nút. Phiên bản S60 5 cũng tích hợp API C / C ++ tiêu chuẩn và bao gồm Adobe Flash Lite 3.0 với các tiện ích mở rộng ActionScript dành riêng cho S60, cho phép nhà phát triển Flash Lite truy cập vào các tính năng của điện thoại như danh bạ, tin nhắn văn bản, cảm biến và thông tin vị trí thiết bị (GPS). Mặc dù giới thiệu S60 5th Edition, phiên bản thứ 3 vẫn tiếp tục được bán trên thị trường mới, vì phiên bản thứ 5 được thiết kế đặc biệt và chỉ có sẵn trên màn hình cảm ứng.
- Phiên bản thứ 5 được giới thiệu lần đầu tiên với Nokia 5800 XpressMusic vào năm 2008.

S60 5th Edition là phiên bản cuối cùng của S60. Nó đã rất thành công bởi sự thành công của Symbian^2 (dựa trên MOAP) và Symbian^3 vào năm 2010.

## Phiên bản và thiết bị được hỗ trợ
Nhiều thiết bị có khả năng chạy nền tảng phần mềm S60 với HĐH Symbian. Các thiết bị từ Nokia 7650 đời đầu chạy S60 v0.9 trên hệ điều hành Symbian v6.1, cho đến Samsung i8910 Omnia HD mới nhất chạy S60 v5.0 trên hệ điều hành Symbian v9.4. Trong Symbian^3 có phiên bản sửa đổi là v5.2.
Dưới đây là bảng liệt kê các thiết bị và từng phiên bản của S60 cũng như phiên bản hệ điều hành Symbian dựa trên những gì nó dựa trên. Lưu ý rằng các thiết bị mới kể từ Symbian^3 có thể có khả năng nâng cấp lên các hệ thống sau này, chẳng hạn như Symbian Anna và Symbian Belle. Do đó, bạn có thể thấy một thiết bị được liệt kê trong nhiều hệ thống. 
| Tên phiên bản                             | Phiên bản S60     | Phiên bản Symbian | Tên thiết bị |
| ----------------------------------------- | ----------------- | ----------------- | --- |
| S60 1st Edition                           | 0.9               | 6.1               | - Nokia 7650 |
| S60 1st Edition, Feature Pack 1           | 1.2               | 6.1               | - Nokia 3600 - Nokia 3620 - Nokia 3650 - Nokia 3660 - Nokia N-Gage - Nokia N-Gage QD - Sendo X - Sendo X2 (đã hủy bỏ) - Siemens SX1 - Samsung SGH-D700 - Samsung SGH-D710 |
| S60 2nd Edition                           | 2.0               | 7.0s              | - Nokia 6600 - Panasonic X700 - Panasonic X800 - Samsung SGH-D720 - Samsung SGH-D728 - Samsung SGH-D730 - Samsung SGH-Z600 |
| S60 2nd Edition, Feature Pack 1           | 2.1               | 7.0s              | - Nokia 3230 - Nokia 6260 - Nokia 6620 - Nokia 6670 - Nokia 7610 |
| S60 2nd Edition, Feature Pack 2           | 2.6               | 8.0a              | - Lenovo P930 - Nokia 6630 - Nokia 6680 - Nokia 6681 - Nokia 6682 |
| S60 2nd Edition, Feature Pack 3           | 2.8               | 8.1a              | - Nokia N70 - Nokia N72 - Nokia N90 |
| S60 3rd Edition                           | 3.0               | 9.1               | - Nokia 3250 - Nokia 5500 Sport - Nokia E50 - Nokia E60 - Nokia E61 - Nokia E61i - Nokia E62 - Nokia E65 - Nokia E70 - Nokia N71 - Nokia N73 - Nokia N75 - Nokia N77 - Nokia N80 - Nokia N91 - Nokia N91 8GB - Nokia N92 - Nokia N93 - Nokia N93i - Samsung SGH-i570 |
| S60 3rd Edition, Feature Pack 1           | 3.1               | 9.2               | - LG KS10 - LG KT610 - LG KT615 - Nokia 5700 XpressMusic - Nokia 6110 Navigator - Nokia 6120 Classic - Nokia 6121 Classic - Nokia 6124 classic - Nokia 6290 - Nokia E51 - Nokia E63 - Nokia E66 - Nokia E71 - Nokia E90 Communicator - Nokia N76 - Nokia N81 - Nokia N81 8GB - Nokia N82 - Nokia N95 - Nokia N95 8GB - Samsung SGH-G810 - Samsung SGH-i400 - Samsung SGH-i408 - Samsung SGH-i450 - Samsung SGH-i458 - Samsung SGH-i520 - Samsung SGH-i550 - Samsung SGH-i550w - Samsung SGH-i560 - Samsung SGH-i568 |
| S60 3rd Edition, Feature Pack 2           | 3.2               | 9.3               | - Nokia 5320 XpressMusic - Nokia 5630 XpressMusic - Nokia 5730 XpressMusic - Nokia 6210 Navigator - Nokia 6220 classic - Nokia 6650 fold - Nokia 6710 Navigator - Nokia 6720 classic - Nokia 6730 classic - Nokia 6760 slide - Nokia 6788 - Nokia 6788i - Nokia 6790 slide - Nokia 6790 Surge - Nokia C5-00 - Nokia C5-00 5MP - Nokia C5-01 - Nokia E5-00 - Nokia E52 - Nokia E55 - Nokia E71x - Nokia E72 - Nokia E73 Mode - Nokia E75 - Nokia N78 - Nokia N79 - Nokia N85 - Nokia N86 8MP - Nokia N96 - Nokia X5-00 - Nokia X5-01 - Samsung GT-i8510 (INNOV8) - Samsung GT-i7110 - Samsung SGH-L870 - Vertu Constellation Quest |
| S60 5th Edition (Tương ứng với Symbian^1) | 5.0               | 9.4               | - Nokia 5228 - Nokia 5230 - Nokia 5230 Nuron - Nokia 5233 - Nokia 5235 Ovi Music Unlimited - Nokia 5250 - Nokia 5530 XpressMusic - Nokia 5800 XpressMusic - Nokia 5800 Navigation Edition - Nokia C5-03 - Nokia C5-04 - Nokia C5-05 - Nokia C5-06 - Nokia C6-00 - Nokia N97 - Nokia N97 mini - Nokia X6-00 - Samsung i8910 Omnia HD - Sony Ericsson Satio - Sony Ericsson Vivaz - Sony Ericsson Vivaz Pro |
| Symbian^2                                 | [ cần dẫn nguồn ] | [ cần dẫn nguồn ] | - DoCoMo F-07B (Fujitsu) - DoCoMo F-08B (Fujitsu) - DoCoMo F-06B (Fujitsu) - DoCoMo SH-07B (Sharp) |
| Symbian^3                                 | 5.2               | 9.5               | - Nokia N8-00 (Firmware gốc) - Nokia E7-00 (Firmware gốc) - Nokia C7-00 (Firmware gốc) - Nokia C6-01 (Firmware gốc) - Nokia C7 Astound (Firmware gốc) |
| Symbian Anna                              | 5.2               | 9.5               | - Nokia E6-00 (Firmware gốc) - Nokia X7-00 (Firmware gốc) - Nokia Oro (Firmware gốc) - Nokia T7-00 (Firmware gốc) - Nokia 702T (Firmware gốc) - Nokia 500 (Firmware gốc) - Nokia 801T (Firmware gốc) - Nokia N8-00 (Firmware được cập nhật) - Nokia E7-00 (Firmware được cập nhật) - Nokia C7-00 (Firmware được cập nhật) - Nokia C6-01 (Firmware được cập nhật) - Nokia C7 Astound (Firmware mới nhất) - Vertu Constellation (Firmware gốc) |
| Nokia Belle (Đỏi tên từ Symbian Belle)    | 5.3               | 101               | - Nokia 600 (đã hủy bỏ) - Nokia 700 (Firmware gốc) - Nokia 701 (Firmware gốc) - Nokia 603 (Firmware gốc) - Nokia N8-00 (Firmware mới nhất) - Nokia E7-00 (Firmware mới nhất) - Nokia C7-00 (Firmware mới nhất) - Nokia C6-01 (Firmware mới nhất) - Nokia X7-00 (Firmware mới nhất) - Nokia E6-00 (Firmware mới nhất) - Nokia 500 (Firmware mới nhất) - Nokia Oro (Firmware mới nhất) - Vertu Constellation (Firmware mới nhất) - Vertu Constellation Blue (Firmware gốc) - Vertu Constellation Quest Blue (Firmware gốc) |
| Nokia Belle, Feature Pack 1               | 5.4               | 101               | - Nokia 808 PureView - Nokia 700 (Firmware được cập nhật) - Nokia 701 (Firmware được cập nhật) - Nokia 603 (Firmware được cập nhật) |
| Nokia Belle, Feature Pack 2               | 5.5               | 101               | - Nokia 808 PureView (Firmware mới nhất) - Nokia 700 (Firmware mới nhất) - Nokia 701 (Firmware mới nhất) - Nokia 603 (Firmware mới nhất) |

Symbian hiện đang tiến triển thông qua một giai đoạn thay đổi tổ chức để biến thành một dự án nền tảng phần mềm nguồn mở. Là một HĐH, Symbian ban đầu không cung cấp giao diện người dùng (UI - User Interface), lớp trực quan chạy trên một hệ điều hành. Điều này đã được thực hiện riêng. Ví dụ về giao diện người dùng Symbian như MOAP; Series 60; Series 80; Series 90 và UIQ. Sự tách biệt về giao diện người dùng này khỏi HĐH cơ bản đã tạo ra tính linh hoạt và gây ra nhầm lẫn trên một số trên thị trường. Việc mua Symbian của Nokia được môi giới với sự tham gia của các nhà phát triển Giao diện người dùng khác và tất cả các lớp giao diện người dùng chính khác đã (hoặc đã được cam kết) được tặng cho nền tảng nguồn mở, người sẽ sở hữu độc lập hệ điều hành Symbian. Tổ chức Symbian mới đã công bố ý định hợp nhất các giao diện người dùng Symbian khác nhau thành một giao diện người dùng duy nhất dựa trên nền tảng S60. (Thông báo được thực hiện vào tháng 3 năm 2009 chỉ ra đây sẽ là S60 5th Edition với feature pack 1 - gói tính năng 1).

## Symbian Anna
Vào ngày 12 tháng 4 năm 2011, Nokia đã công bố Symbian Anna là bản cập nhật phần mềm cho phiên bản Symbian^3. Ba thiết bị mới của họ (500, X7 và E6) đã được công bố sẽ cài đặt sẵn Symbian Anna. Symbian Anna cũng sẽ có sẵn dưới dạng Cập nhật phần mềm cho các thiết bị dựa trên Symbian^3. Hầu hết các cập nhật quan trọng đi kèm với "Anna" là
- Bàn phím QWERTY với mục nhập dữ liệu chia nhỏ
- Một bộ icon mới
- Trình duyệt internet mới với giao diện người dùng được cải thiện, thanh địa chỉ tích hợp công cụ tìm kiếm, điều hướng và tải trang nhanh hơn.
- Bản đồ Ovi được cập nhật (tìm kiếm phương tiện giao thông công cộng, tải xuống bản đồ quốc gia đầy đủ thông qua mạng WLAN hoặc Nokia Ovi Suite, đăng ký vào Facebook, Twitter và Foursquare).
- Java Runtime 2.2, Qt Mobility 1.1 và Qt4.7.

## Symbian Belle
Vào ngày 24 tháng 8 năm 2011, Nokia đã công bố Symbian Belle (sau đổi tên thành Nokia Belle)  dưới dạng bản cập nhật phần mềm cho phiên bản Symbian Anna. Ba thiết bị mới (603, 700 và 701) [Nokia 600 bị hủy và được thay thế bằng Nokia 603] đã được công bố sẽ cài đặt sẵn Symbian Belle. Symbian Belle cũng có sẵn dưới dạng Cập nhật phần mềm cho các thiết bị dựa trên Symbian Anna. Hầu hết các cập nhật quan trọng đi kèm với "Belle" là
- Live widgets, nhiều kích cỡ
- Thêm một vài homescreen
- Cải thiện thanh trạng thái
- Thêm thanh thông báo
- Cử chỉ điều hướng hiện đại hơn
- Nhiều ứng dụng mới
- Màn hình khóa có thể thêm thông tin (thông báo,..)
- Hỗ trợ thiết bị NFC
- Đa nhiệm trực quan

## Symbian Carla và Donna
Vào tháng 11 năm 2011, Nokia đã công bố bản cập nhật Carla và Donna. Carla dự kiến sẽ được phát hành vào cuối năm 2012 hoặc đầu năm 2013 và có trình duyệt web mới, các widget mới, cải thiện về NFC và cải tiến âm thanh Dolby Surround. Donna sẽ trở thành một bộ xử lý lõi kép độc quyền và được lên kế hoạch phát hành vào cuối năm 2013 hoặc đầu năm 2014. Vào tháng 5 năm 2012, một giám đốc của Nokia đã tuyên bố rằng Carla và Donna đã bị hủy bỏ và thay vào đó, Nokia sẽ chỉ phát hành Belle Feature Pack 2 (Gói tính năng 2) vào cuối năm 2012, thiếu nhiều tính năng được lên kế hoạch cho Carla và Donna.

## Di sản
Vào tháng 2 năm 2011, Nokia tuyên bố hợp tác với Microsoft để áp dụng Windows Phone 7 làm hệ điều hành chính của Nokia, khiến cho sự phát triển của Symbian tiếp tục bị nghi ngờ. Nokia đã hứa hỗ trợ cho Symbian và các thiết bị mới hơn cho đến ít nhất đến năm 2016, nhưng sẽ không có thiết bị Symbian mới nào được phát hành sau Nokia 808 PureView. Vào ngày 29 tháng 4 năm 2011, Nokia thông báo rằng họ sẽ chuyển các hoạt động của Symbian sang Accenture cùng với 3.000 nhân viên.